# 小堀政方
小堀 政方（こぼり まさみち）は、江戸時代中期の大名。近江国小室藩6代（最後の）藩主。官位は従五位下・備中守、和泉守。小室藩小堀家7代。号は宗友。

## 生涯
寛保2年（1742年）、5代藩主・小堀政峯の七男として伏見にて誕生。初名は政弥。姉の子で嫡子だった政寿（小堀遠州の弟政春の子孫小堀仁右衛門惟明の三男）が、宝暦2年（1752年）に廃嫡されたため、代わって嫡子となる。宝暦10年（1760年）12月に父が死去したため、翌年2月7日に跡を継いだ。田沼意次時代には親田沼派として幕政にも参与し、大番頭や伏見奉行などの要職を歴任した。
しかし、おりしも天明の飢饉によって民衆が困窮する中、政方が行き詰まった藩財政と自らの浪費のために、伏見町民から総額11万両にも及ぶ御用金を不法に徴収するなどの悪政を行ったため、天明5年（1785年）、悪政に耐え兼ねた伏見元町年寄の文珠九助、丸屋九兵衛ら7名が政方の非道を松平伯耆守に直訴。政方は伏見奉行を12月27日に罷免された。文珠九助らは取り調べ中に獄死している。
翌天明6年（1786年）に田沼も失脚すると、政方は天明8年（1788年）5月6日に改易され、小田原藩主・大久保忠顕に預けられた。嫡子の政登も改易された。この一連の事件を天明伏見義民一揆、または伏見騒動と言い、義民の直訴によって一揆が成功に終わった事例と言うことと、事件のあらましが実録本『雨中之鑵子』（文珠家に秘蔵されたもので、昭和12年に『雨中之鑵子 : 天明伏見義民伝』として翻刻・出版）に詳細に記録されたこともあって、町人一揆の代表的事例として知られる。
小田原藩に永預けとなった後は、茶人として活動し、『喫茶式』および『数寄記録』を記した。改易によって小堀遠州以来の領地を失い、遠州流茶道を断絶の危機に晒した一方で、遠州流の作法を書物としてまとめ上げ、後世に伝える役割を果たしたことは評価されている。
享和3年（1803年）9月8日、62歳で死去した。法号は修禅庵。墓所は東京都練馬区桜台の広徳寺。
その後、文政11年（1828年）に小堀仁右衛門家の一門の・正優（遠州流茶道6世・小堀正寿の子）が御切米300俵を与えられ、小堀家は御家人として再興された。
明治20年（1887年）、天明伏見義民一揆から100年を機に伏見義民の功績を顕彰するため、御香宮神社に「伏見義民の碑」が建てられた。石碑に記された「伏見義民事蹟」（勝海舟・撰、三条実美・書）には、政方のことを「酷吏」としている。また、伏見義民一揆で獄死した伏見深草町民の焼塩屋権兵衛を顕彰する藤森神社の「伏見義民焼塩屋権兵衛碑」にも、政方の悪政が記されている。

## 茶道
遠州流茶道では昭和48年以降、6世家元は政峯の養子の政寿（宗延）、政方は7世家元とされているが、小室藩主としては政寿が家督を継ぐ前に廃嫡されたため、政方が6代藩主である。

## 系譜
- 父：小堀政峯（1689-1761）
- 母：真珠院
- 正室：牧野康周の娘
  - 次男：小堀政昌（1764-1783）
- 生母不明の子女
  - 四男：小堀政登
  - 六男：小堀政栄
  - 女子：小堀政共養女